# Johann Nepomuk David

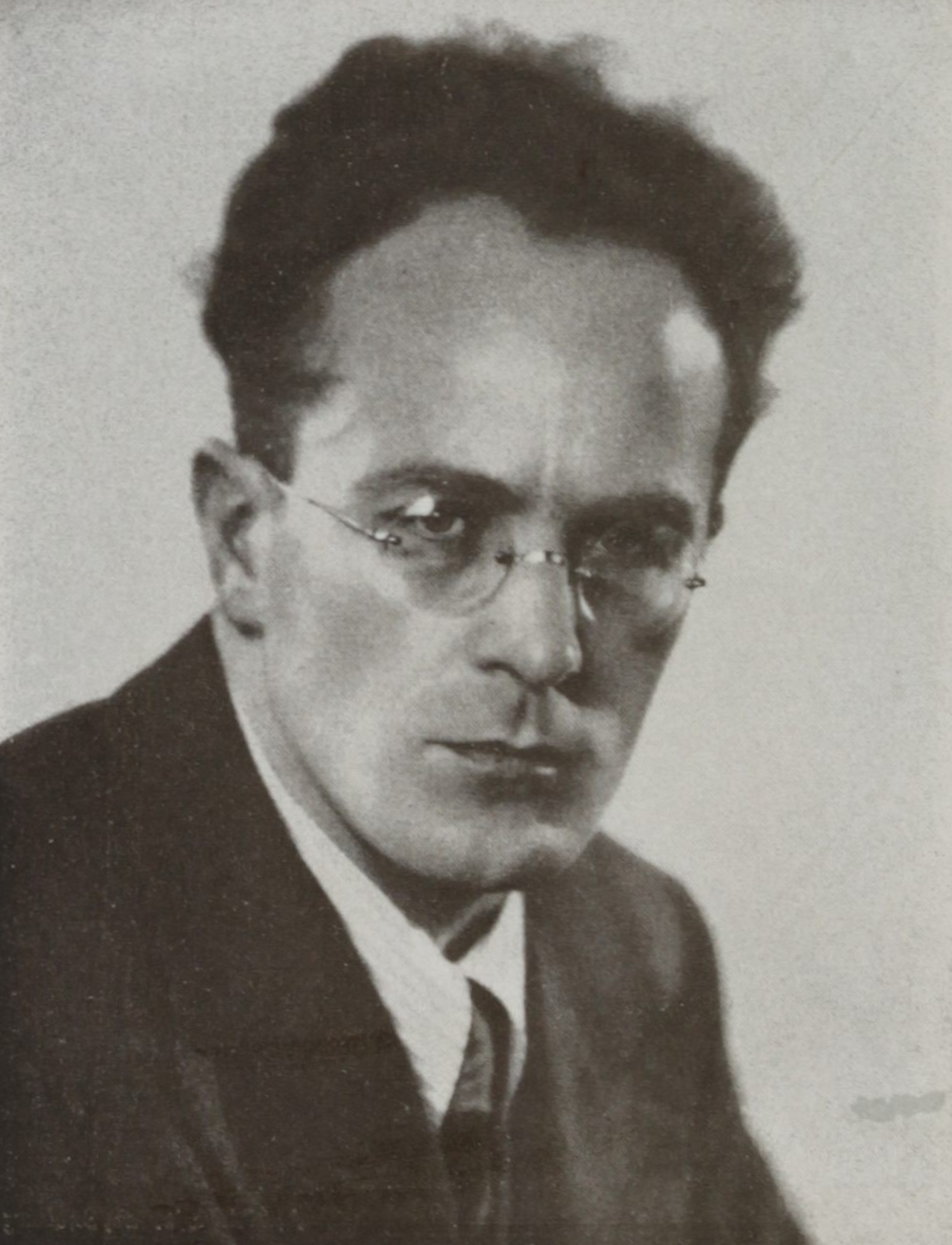
Johann Nepomuk David 1936 (Aufnahme von Ernst Hoenisch)

Johann Nepomuk David (* 30. November 1895 in Eferding, Oberösterreich; † 22. Dezember 1977 in Stuttgart) war ein österreichischer Komponist, Chorleiter und Dirigent. Er war der Lehrer vieler bekannter Komponisten und Interpreten, unter anderem von Hans Georg Bertram, Johann Cilensek, Wolfgang Dallmann, Jörg Demus, Helmut Eder, Jan Janca, Hans Joachim Kauffmann, Helmut Lachenmann, Ernst Leuze, Hans Arnold Metzger, Hans Otte, Hans Stadlmair, Klaus Tennstedt, Käte van Tricht, Albrecht Weberruß, Amadeus Webersinke, Friedrich Wickenhauser, Gerhard Wimberger und Ruth Zechlin.

## Leben
Johann Nepomuk David, der Sohn des Schullehrers Karl David, war von 1905 bis 1909 Sängerknabe im Augustiner-Chorherrenstift Sankt Florian und von 1909 bis 1912 Schüler am Stiftsgymnasium Kremsmünster. Von 1912 bis 1915 studierte er an der (katholischen) Bischöflichen Lehrerbildungsanstalt in Linz. Von 1915 bis 1920 war er Volksschullehrer in Peterskirchen (Innkreis), von 1920 bis 1924 Volksschullehrer in Waizenkirchen.
Danach studierte er von 1921 bis 1922 an der Musikakademie und an der Universität in Wien bei Joseph Marx bzw. Guido Adler und hatte persönlichen Kontakt zu Josef Matthias Hauer, Arnold Schönberg und Anton Webern. Von 1922 bis 1924 war David musikalischer Leiter der Linzer „Kunststelle“, geführt von dem Literaturwissenschaftler und Volksbildner Wilhelm Gärtner. Von Januar 1925 bis Herbst 1934 unterrichtete David in Wels an der katholischen Volksschule, von 1926 bis 1934 leitete er dort den von ihm gegründeten Bach-Chor und war 1930 bis 1934 Organist an der evangelischen Christuskirche. Von November 1934 bis Januar 1945 war er Lehrer, seit Juni 1943 Professor für Theorie und Komposition sowie Leiter der Kantoreien am Landeskonservatorium (seit 1941 Hochschule für Musik) in Leipzig – seit 1. Mai 1942 als kommissarischer Direktor dieses Instituts.
Der parteilich ungebundene David komponierte in der Zeit des Nationalsozialismus fast nur absolute Musik (Kammermusik, Symphonien, Orchesterwerke) oder geistliche Musik (Orgelmusik, Motetten, Kantaten). Eine „Heldenehrung / Motette nach einem Führerwort [Adolf Hitler] / für 4stimmigen gemischten Chor und 3 Posaunen […] / Den gefallenen Lehrern und Studierenden / der Staatl. Musikhochschule in Leipzig zum Gedächtnis“ auf folgenden Text: „Wer seinem Volke so die Treue hält, der soll selbst in Treue nie vergessen sein“ wurde am 7. November 1942 in Leipzig uraufgeführt, blieb jedoch unveröffentlicht.
Nach dem schweren Bombenangriff auf Leipzig am 3./4. Dezember 1943 leitete David von April 1944 an die Evakuierung der Musikhochschule nach Crimmitschau in Sachsen, wo bis zu den Abschlussprüfungen im August 1944 unter schwierigsten Verhältnissen der Studienbetrieb aufrechterhalten werden konnte. Im August 1944 wurde er in die sogenannte Gottbegnadeten-Liste der wichtigsten Komponisten aufgenommen, was ihn vor einem Kriegseinsatz, auch an der Heimatfront, bewahrte.
Von 1945 bis 1947 war David Professor für Komposition, Leiter der Kantorei und kommissarischer Leiter des Salzburger Mozarteums. Ab dem Sommersemester 1948 bis zu einer Erkrankung im Mai 1963 hatte er eine Professur für Theorie und Kontrapunkt (Komposition) an der Staatlichen Hochschule für Musik und Darstellende Kunst in Stuttgart.
Von 1949 bis 1952 war er außerdem Dirigent des Stuttgarter Brucknerchores und von 1950 bis 1953 Dirigent des Hochschulkammerorchesters, mit dem er u. a. ein vielfach beachtetes Konzert in Paris leitete. Mit diesen beiden Ensembles brachte David auch zeitgenössische Kompositionen zur Aufführung, die durch Produktionen bzw. Mitschnitte des Süddeutschen Rundfunks Stuttgart dokumentiert sind.
Die Urne Davids wurde zunächst auf dem Pragfriedhof in Stuttgart beigesetzt, 1978 jedoch in ein Ehrengrab auf dem Wiener Zentralfriedhof (Gruppe 32 C, Nummer 43) überführt.
Johann Nepomuk David ist der Vater des Komponisten Thomas Christian David (1925–2006) und des Violinisten Lukas David (1934–2021).

## Auszeichnungen
- 1941 Gaukulturpreis des Gaues Oberdonau der NSDAP
- 1949 Franz-Liszt-Preis, Weimar
- 1951 Preis der Stadt Wien für Musik[6]
- 1952 Buxtehudepreis, Lübeck
- 1953 Großer Österreichischer Staatspreis für Musik[7]
- 1955 Großes Bundesverdienstkreuz
- 1955 Mozartmedaille durch die Mozartgemeinde Wien[8]
- 1960 Gast der Villa Massimo in Rom
- 1963 Bach-Preis der Freien und Hansestadt Hamburg[9]
- 1963 Anton-Bruckner-Preis, Linz
- 1966 Österreichisches Ehrenzeichen für Wissenschaft und Kunst
- 1966 Mozart-Preis der Goethestiftung Basel durch die Universität Innsbruck
- 1966 Berliner Kunstpreis
- 1970 Ehrendoktor der evangelisch-theologischen Fakultät der Universität Mainz

## Mitgliedschaften
- Beitritt zum Reichsbund Deutsche Familie, einem vom Rassenpolitischen Amt der NSDAP betreuten "Kampfbund für den Kinderreichtum der Erbtüchtigen" am 24. November 1943.[10]
- Mitglied der Akademie der Künste in Hamburg, Berlin, München und Wien.

## Werke (Auswahl)
David gilt als Traditionalist und Polyphoniker (nicht nur in der Kirchenmusik). Er schuf zahlreiche Chor-, Orgel-, Kammermusik- und Orchesterwerke sowie Oratorien. Es existieren viele unveröffentlichte Kompositionen, vor allem aus den Jahren vor 1925, die in der nachfolgenden Liste nicht aufgeführt werden. Gedruckte Werke sind überwiegend bei Breitkopf & Härtel in Leipzig bzw. Wiesbaden erschienen, einige wenige beim Musikverlag Doblinger, Wien.

### Orchesterwerke
- Partita Nr. 1 (1935)
- Sinfonie Nr. 1 a-Moll op. 18 (1936)
- Symphonie Nr. 2 op. 20 (1938)
- Kum, kum, geselle min Divertimento nach alten Volksliedern op. 24 (1938)
- Partita Nr. 2 op. 27 (1939)
- Symphonie Nr. 3 op. 28 (1940)
- Variationen über ein Thema von Joh. Seb. Bach op. 29a (1942)
- Symphonische Variationen über ein Thema von Heinrich Schütz op. 29b (1942)
- Symphonie Nr. 4 op. 39 (1945)
- 1. Konzert für Streichorchester op. 40 Nr. 1 (1950)
- 2. Konzert für Streichorchester op. 40 Nr. 2 (1951)
- Symphonie Nr. 5 op. 41 (1951)
- Sinfonia preclassica super nomen H-A-S-E op. 44 (1953)
- Deutsche Tänze, Variationen über ein eigenes Thema (1953) für Streichorchester
- Symphonie Nr. 6 op. 46 (1954)
- Sinfonia breve op. 47 (1955)
- Symphonie Nr. 7 op. 49 (1956)
- Magische Quadrate, Symphonische Fantasie in drei Sätzen op. 52 (1959)
- Sinfonia per archi, op. 54 (1959) für Streichorchester
- Spiegelkabinett, Walzer op. 55 (1960)
- Symphonie Nr. 8 op. 59 (1964/65)
- Chaconne op. 71 (1972)
- 3. Konzert für Streichorchester op. 74 (1974)

### Konzerte
- Konzert für Flöte und Orchester (1934)
- Konzert Nr. 1 für Violine und Orchester op. 45 (1952)
- Konzert Nr. 2 für Violine und Streichorchester op. 50 (1957)
- Melancholia, Musik für Bratsche allein und Kammerorchester op. 53 (1958)
- Konzert Nr. 3 für Violine und Orchester op. 56 (1961)
- Konzert für Orgel und Orchester op. 61 (1965)
- Variationen über ein Thema von Josquin des Prés für Flöte, Horn und Streichorchester op. 62 (1966)
- Doppelkonzert für Violine, Violoncello und kleines Orchester op. 68 (1969)

### Kammermusik
- Zwei Duos für Violine und Viola (1927/29, unveröffentlicht)
- Trio G-dur für Violine, Viola und Violoncello (1935)
- Duo concertante für Violine und Violoncello op. 19
- Kume, kum, geselle min, Divertimento nach alten Volksliedern op. 24 (1939)
- Sonate für Flöte, Bratsche und Gitarre op. 26 (1940)
- Trio für Flöte, Violine und Viola op. 30 (1942)
- Solosonaten op. 31 Nr. 1–5 (1942–1944)
Sonate für Flöte allein op. 31 Nr. 1
Sonate für Violine allein op. 31 Nr. 2
Sonate für Bratsche allein op. 31 Nr. 3
Sonate für Violoncello allein op. 31 Nr. 4
Sonate für Laute/Gitarre allein op. 31 Nr. 5[11]
- Kammermusikwerke op. 32 Nr. 1–4 (1943–1948)
Sonate für Flöte und Bratsche op. 32 Nr. 1
Variationen über ein eigenes Thema für Blockflöte und Laute op. 32 Nr. 2
Sonate für zwei Geigen op. 32 Nr. 3
Sonate für B-Klarinette und Viola op. 32 Nr. 4
- Vier Trios für Violine, Viola und Violoncello op. 33 Nr. 1–4(1945–1948)
Trio Nr. 1 op. 33 Nr. 1 Nicolo Amati in memoriam (1945)
Trio Nr. 2 op. 33 Nr. 2 Antonio Stradivario in memoriam (1945)
Trio Nr. 3 op. 33 Nr. 3 Giuseppe Guarneri del Gesu in memoriam (1948)
Trio Nr. 4 op. 33 Nr. 4 Jacobo Stainer in memoriam (1948)
- „Es steht ein Lind in jenem Tal“ Partita für Violine solo op. 37 Nr. 1 (1949)
- Sonate für drei Violoncelli op. 57 (1962)
- Zweite Sonate für Violine allein op. 58 Nr. 1 (1963)

### Weltliche Chorwerke
- Spruch von Angelus Silesius Mensch werde wesentlich (1937) Dreistimmiger Männerchor a cappella
- Die Welt ist Gottes Haus Vierstimmige Motette nach Worten von Theophrastus Paracelsus op. 34 Nr. 1 (1945)
- Drei Tierlieder vierstimmig a cappella op. 36 (1945)
1. Bienensegen Die Immen sind haußen (altdeutsch)
2. Das Käuzlein Ich armes Käuzlein (aus des Knaben Wunderhorn)
3. Der Kater Das ist die Welt, sie steigt und fällt (Goethe)
- Zehn Volksliedsätze für drei- bis vierstimmigen gemischten Chor a cappella (1949)
1. Kum, kum geselle min, vierstimmig mit Summchor (SATB)
2. Es geht eine dunkle Wolk herein, vierstimmig (SATB)
3. Der Wächter, der blies an, dreistimmig (SAT)
4. Mit Lust tät ich ausreiten, vierstimmig (SATB)
5. Ich weiß ein Maidlein hübsch und fein, vierstimmig (SATB)
6. Weiß mir ein Blümlein blaue, dreistimmig (SAT)
7. Sie gleicht wohl einem Rosenstock, vierstimmig (SATB)
8. Es ist ein Schnitter, heißt der Tod, vierstimmig (SATB)
9. Du mein einzig Licht, dreistimmig (SABar)
10. Geistliches Trinklied Laßt uns singen und fröhlich sein, vierstimmig (SATB)
- Zehn neue Volksliedsätze für gemischten Chor a cappella (1952)
1. Der mayen, der Mayen, vierstimmig (SATB)
2. Ich wollt gern singen, dreistimmig (SAB)
3. Herzlich tut mich erfreuen, vierstimmig (SATB)
4. Was wölln wir auf den Abend tun?, vierstimmig (SATB)
5. Gar lieblich hat sich gesellet, vierstimmig (SATB)
6. Es taget vor dem Walde, vierstimmig (SATB)
7. Du mein einzig Licht, dreistimmig (ATB)
8. Ich schell mein Horn im Jammerton, vierstimmig (SATB)
9. Bretonisches Abendlied Es tönt des Abendglöckleins Schlag (SATBBB)
10. Der grimmige Tod mit seinem Pfeil, vierstimmig (SATB)
- Empfangen und genähret, Motette für vierstimmigen gemischten Chor (SATB) (nach Der Mensch von Matthias Claudius) op. 34 Nr. 2 (1956)
- Komm Trost der Nacht, o Nachtigall, Motette für vierstimmigen gemischten Chor (SATB) (nach Lied des Einsiedlers aus Simplicius Simplicissimus von Hans Jakob Christian von Grimmeslhausen) op. 34 Nr. 3 (1956)
- Es ging ein Maidlein zarte, für zwei Chöre a cappella (SAT/SSBB) (1961)
- Es ist ein Schnee gefallen, für vierstimmigen gemischten Chor a cappella (SATB) (1961)
- Zwei vierstimmige Sätze (1961)
1. Gesegn dich Laub (SATB)
2. Es geht eine dunkle Wolk herein (SATB)
- Wân Denken Do der sumer komen was (Walther von der Vogelweide) für vier Singstimmen (SATB), Flöte und Horn, op. 64 (1966)
- Wegen geringer Dinge op. 76 (1970/75)

### Geistliche Chor- und Vokalwerke: Motetten, Kantaten, geistliche Lieder
- Stabat Mater, für sechsstimmigen gemischten Chor a cappella (SSATBB) (1927)
- Ein Lämmlein geht und trägt die Schuld (Paul Gerhard), vierstimmige Motette a cappella (SATB) (1935)
- Nun bitten wir den heiligen Geist, vierstimmige Choralmotette a cappella (SATB) (1935)
- Herr, nun selbst den Wagen halt, vier-/ fünfstimmige Choralmotette a cappella (SATB/SATTB) (1935) über das Kappelerlied
- Ex Deo nascimur - In Christo morimur - Ex Spirito Sancto reviviscimus, (Martin Luther und Nikolaus Hermann) Motette für achtstimmigen Chor a cappella (SATB/SATB) (1936)
- Ich wollt, daß ich daheime wär (über Heinrich Laufenbergs Lied), Choralmotette, vierstimmig a cappella (SATB) (1936)
- Der Gerechten Seelen sind in Gottes Hand, vierstimmige Motette a cappella (SATB) (1937)
- Kyrie, Herre Gott, erbarme dich, dreistimmig (SAB) a cappella (1937)
- Zwei Motetten für vier- und fünfstimmigen gemischten Chor a cappella op. 23 (1939)
1. Wer Ohren hat zu hören, höre, vierstimmig (SATB)
2. Und ich sah einen neuen Himmel (nach der Geheimen Offenbarung), (SATB/SSATB)
- Fröhlich wir nun all' fangen an, Kantate für drei Stimmen (SAB), Oboe und Orgel (1941)
- Ich stürbe gern aus Minne. Gottesminnelieder nach Worten der Mechthild von Magdeburg für Sopran und Orgel (1942)
- Zwei Chorwerke op. 35 Nr. 1–2
1. Victimae pascalis laudes, Motette für vierstimmigen gemischten Chor (SATB) a cappella (1948)
2. Ut queant laxis (Guido von Arezzo), Hymnus super voces musicales, fünfstimmig (SSATB) (1946)
- Veni Creator Spiritus, für gemischten Chor a cappella (SATB) (1957)
- Sechs Evangelienmotetten für gemischten Chor a cappella (1958)
1. Der Pharisäer und der Zöllner (Lk 18,10-14), vierstimmig (SATB)
2. Lasset die Kindlein zu mir kommen (Mk 10,13-16), vierstimmig (SATB)
3. Die Ehebrecherin (Joh 8,3-11), fünfstimmig (SATTB)
4. Das Scherflein der Witwe (Mk 12,41-45), vierstimmig (SATB)
5. Der barmherzige Samariter (Lk 10,30-34), vierstimmig (SATB)
6. Die zwei Blinden (Matt 9,27-30), sechsstimmig (SSATBB)
- O Heiland reiß die Himmel auf, Motette für kleinen gemischten Chor zu drei Stimmen (SAB) (1959)
- Psalm 139 Herr, du erforschest mich, für gemischten Chor (SATB) (1961)
- Maria durch den Dornwald ging, Liedmotette für gemischten Chor (SATBB) (1962)
- Fünf Choralkantaten für Sopran, Alt, Bass und Orgelpositiv op. 60 Nr. 1–5 (1965)
1. Nun komm der Heiden Heiland
2. Gelobet seist du, Jesu Christ
3. Christ, der uns selig macht
4. Christ ist erstanden
5. Komm, Gott Schöpfer, Heiliger Geist
- Marienpreis Maget und muoter (Walther von der Vogelweide), Motette für Sopransolo und vier-sechsstimmigen gemischten Chor a cappella op. 63 (1966)
- O wir armen Sünder (Hermann Bonn, 1504–1548), Kantate für Altsolo, vierstimmigen gemischten Chor und Orgel op. 65 (1968)
- Kyrie de angelis, für drei gleiche Stimmen und Orgel (1968)
- 3 Sätze aus dem „Cherubinischen Wandersmann“, Text von Angelus Silesius (1971)
- 3 Evangelienmotetten für Chor, Altflöte, Harfe, Kontrabass, Pauken, Gong, Tam-Tam op. 69 (1972)
- Komm, Heiliger Geist (Veni Creator Spiritus), Kantate für 2 Chöre und Orchester op. 72 (1972)
- Mitten wir im Leben sind mit dem Tod umfangen (1973)
- Macht hoch die Tür (1975)

### Große geistliche Werke: Oratorien, Messen
- Deutsche Messe für gemischten Chor a cappella (SATB) op. 42 (1952)
- Missa choralis (de angelis) ad quattuor voces inaequales, op. 43 (1953)
- Requiem chorale für Soli, Chor und Orchester op. 48 (1956)
- Ezzolied, Oratorium für Soli, Chor und Orchester op. 51 (1957)
- Messe für vier Oberstimmen op. 67 (1968)

### Choralwerk für Orgel
1.–5. Heft (1932–1935)
- 1. Heft
1. Allein Gott in der Höh sei Ehr. Choralvorspiel
2. Christ ist erstanden. Kleine Fantasie
3. Erhalt uns, Herr, bei deinem Wort. Kleine Partita
4. Es ist das Heil uns kommen her. Kleine Partita
5. Herzlich lieb hab ich dich o Herr. Choralvorspiel
6. Jerusalem, du hochgebaute Stadt. Introduktion und Fuge
- 2. Heft
7. Komm, Heiliger Geist, Herre Gott. Choralvorspiel
8. Lobe den Herren, den mächtigen König. Toccata
9. Macht hoch die Tür, die Tor macht weit. Kleine Partita
10. O Lamm Gottes unschuldig. Choralvorspiel
11. O Traurigkeit, o Herzeleid - O Haupt voll Blut und Wunden. Kleine Partita
12. O Welt, ich muß dich lassen. Kleine Partita
13. Vater unser im Himmelreich. Kleine Partita
14. Es ist ein Ros’ entsprungen - Vom Himmel hoch. Kleine Partita über zwei Weihnachtslieder
15. Wer nur den lieben Gott läßt walten. Kleine Passacaglia
- 3. Heft
16. Ach wie flüchtig, ach wie nichtig. Kleine Partita
17. Gelobet seist du, Jesu Christ. Introduktion, Choral und Fuge
18. In dich hab ich gehofft, o Herr. Toccata und Choral
19. Mit Fried’ und Freud’ fahr ich dahin. Kleine Partita
20. Nun freut euch, ihr lieben Christen g'mein. Toccata und Fuge
21. O Heiland, reiß den Himmel auf. Kleine Fantasie
- 4. Heft
22. Ein feste Burg ist unser Gott. Fantasie
23. Jesu, geh voran. Choral
24. Herr, nun selbst den Wagen halt. Kleine Fantasie
25. Nun komm der Heiden Heiland. Fantasie
26. Wachet auf, ruft uns die Stimme. Kleine Partita
27. Wie schön leuchtet der Morgenstern. Choralvorspiel
- 5. Heft
28. Ach Gott, vom Himmel sieh darein. Kleine Fantasie
29. Verleih uns Frieden gnädiglich. Passamezzo
30. Wach auf, wach auf, du deutsches Land. Choralvorspiel
31. Wach auf, wach auf, du deutsches Land. Introduction und Passacaglia
32. Wenn mein letztes Stündlein vorhanden ist. Choralvorspiel
- 6. Heft
33. Christus, der ist mein Leben. Ein Lehrstück für Orgel (1937)
- 7. Heft
34. Es kommt ein Schiff geladen. Partita (1939)
35. Vom Himmel hoch. Partita
36. Wie schön leucht’ uns der Morgenstern. Choral und Fuge
- 8. Heft
37. Es sungen drei Engel ein süßen Gesang. Geistliches Konzert für Orgel (1941)
- 9. Heft
38. Unüberwindlich starker Held, Sankt Michael. Partita (1945)
- 10. Heft
39. Es ist ein Schnitter, heißt der Tod. Partita (1947)
- 11. Heft
40. Da Jesus an dem Kreuze stund. Partita (1952)
- 12. Heft
41. Lobet Gott, ihr frommen Christen. Partita (1952)
- 13. Heft
42. Aus tiefer Not - Ach Gott, vom Himmel sieh darein - Vater unser. Partiten (1959)
- 14. Heft
43. Mitten wir im Leben sind - Maria durch den Dornwald ging - Wenn mein Stündlein vorhanden ist. Phantasien (1962)
- 15. Heft
44. Christus, der ist mein Leben (1965)
- 16. Heft
45. O du armer Judas (1967)
- 17. Heft
46. Vater unser im Himmelreich (1969)
- 18. Heft
47. ???
- 19. Heft
48. Nun komm, der Heiden Heiland (1969)
- 20. Heft
49. Es kommt ein Schiff geladen. Partita
- 21. Heft:
50. Komm, Gott Schöpfer, Heiliger Geist (1973)

### Orgelwerke (außerhalb des Choralwerks)
- Ricercare c-Moll (1925)
- Chaconne a-Moll (1927)
- Zwei Hymnen. Pange lingua - Veni Creator (1928)
- Passamezzo und Fuge g-Moll (1928)
- Toccata und Fuge f-Moll (1928)
- Fantasia super „L’homme armé“ (1929)
- Praeambulum und Fuge d-Moll (1930)
- Zwei kleine Präludien und Fugen. e-Moll und G-Dur (1931)
- Zwei Fantasien und Fugen. e-Moll und C-Dur (1935)
- Ricercare in a (5-stimmig) (1937)
- Introitus, Choral und Fuge für Orgel und neun Blasinstrumente über ein Thema von A. Bruckner, Werk 25 (1939, uraufgeführt am 12. November 1939 im Dom zu Bremen durch Michael Schneider, Dirigent: Richard Liesche)
- Partita über „Innsbruck, ich muss dich lassen“ (1955)
- Chaconne und Fuga (1962)
- Toccata und Fuge (1962)
- Partita über B-A-C-H (1964)
- Zwölf Orgelfugen durch alle Tonarten, Werk 66 (1967/68)
- Partita für Orgel (1970)
- Hölderlin. Ode – Elegie – Hymne (1970)
- Franz von Assisi (1972)
- Thomas von Aquin (1972)
- Sonate für Violine und Orgel op. 75 (1975)
- Sonate für Violoncello und Orgel (1975)

## Veröffentlichungen
- Die Jupiter-Symphonie. Eine Studie über die thematisch-melodischen Zusammenhänge [Anhang: Das 'Os iusti' von Anton Bruckner]. Vandenhoeck & Ruprecht, Göttingen 1953.
- Die zweistimmigen Inventionen von Johann Sebastian Bach. Göttingen 1957
- Die dreistimmigen Inventionen von J.S.Bach. Göttingen 1959
- Das Wohltemperierte Klavier. Der Versuch einer Synopsis. Göttingen 1962